# Coupe des États-Unis de soccer 2006
Navigation
Lamar Hunt U.S. Open Cup 2005 Lamar Hunt U.S. Open Cup 2007
La Coupe des États-Unis de soccer 2006 est la 93e édition de la Lamar Hunt US Open Cup, la plus ancienne des compétitions dans le soccer américain. C'est un système à élimination directe mettant aux prises des clubs de soccer amateurs, semi-pros et professionnels affiliés à la Fédération des États-Unis de soccer, qui l'organise conjointement avec les ligues locales.
La finale se tient le 27 septembre 2006, après six autres tours à élimination directe dans la phase finale mettant aux prises des clubs amateurs et professionnels. Le Dallas Roma FC est la seule équipe à triompher contre une franchise de MLS, battant Chivas USA après avoir mis un terme au parcours du Laredo Heat (PDL) et du Miami FC (USL-1). Le vainqueur, le Chicago Fire, remporte son quatrième trophée dans cette compétition après les éditions 1998, 2000 et 2003.

## Calendrier
| Tour                                                                                      | Nom               | Dates retenues | Équipes participantes | Équipes gagnantes |
| Entrée de 2 équipes de USASA et 2 équipes de PDL                                          |                   |                |                       |                   |
|                                                                                           | Tour préliminaire | 7 juin         | 4                     | 2                 |
| Entrée de 5 équipes de USASA, 1 équipe de NPSL, 6 équipes de PDL et de 2 équipes de USL-2 |                   |                |                       |                   |
| 1                                                                                         | Premier tour      | 14-15 juin     | 16                    | 8                 |
| Entrée de 4 équipes USL-2 et 4 équipes de USL-1                                           |                   |                |                       |                   |
| 2                                                                                         | Deuxième tour     | 28 juin        | 16                    | 8                 |
| Entrée de 4 équipes de USL-1 et 4 équipes de MLS                                          |                   |                |                       |                   |
| 3                                                                                         | Troisième tour    | 11-12 juillet  | 16                    | 8                 |
| Entrée de 8 équipes de MLS                                                                |                   |                |                       |                   |
| 4                                                                                         | Quatrième tour    | 1er-2-14 août  | 16                    | 8                 |
| 5                                                                                         | Quarts de finale  | 23 août        | 8                     | 4                 |
| 6                                                                                         | Demi-finales      | 6 septembre    | 4                     | 2                 |
| 7                                                                                         | Finale            | 27 septembre   | 2                     | 1                 |

## Participants
| Entre au tour préliminaire                                                       | Entre au premier tour | Entre au premier tour | Entre au deuxième tour | Entre au troisième tour | Entre au quatrième tour |
| USASA/PDL 2 équipes/2 équipes                                                    | USASA/NPSL/PDL/USL-2 5 équipes/1 équipe/6 équipes/2 équipes                                                                             | USASA/NPSL/PDL/USL-2 5 équipes/1 équipe/6 équipes/2 équipes | USL-2/USL-1 4 équipes/4 équipes | USL-1/MLS 4 équipes/4 équipes | MLS 8 équipes |
| USASA - Allied SC - Croatian Eagles PDL - Cape Cod Crusaders - Des Moines Menace | USASA - Arizona Sahuaros - Chicago Lightning - Dallas Mustang Legends - Dallas Roma FC - Milford International NPSL - Sonoma County Sol | Premier Development League - BYU Cougars - Carolina Dynamo - Laredo Heat - Michigan Bucks - Ogden Outlaws - Virginia Beach Submariners USL Second Division - Pittsburgh Riverhounds - Wilmington Hammerheads | USL Second Division - Charlotte Eagles - Cincinnati Kings - Richmond Kickers - Seacoast United Phantoms USL First Division - Charleston Battery - Minnesota Thunder - Miami FC - Virginia Beach Mariners | USL First Division - Atlanta Silverbacks - Rochester Raging Rhinos - Seattle Sounders - Portland Timbers Major League Soccer - Chivas USA - Columbus Crew - Kansas City Wizards - Real Salt Lake | Major League Soccer - Chicago Fire - Colorado Rapids - DC United - FC Dallas - Houston Dynamo - Los Angeles Galaxy - New England Revolution - New York Red Bulls |

Légende :

Major League Soccer (MLS) : Championnat de première division.

USL Premier Division (USL-1): Championnat de deuxième division organisé par la United Soccer Leagues (USL).

USL Second Division (USL-2): Championnat de troisième division organisé par la United Soccer Leagues (USL).

Premier Development League (PDL) : Championnat de quatrième division organisé par la United Soccer Leagues (USL).

National Premier Soccer League (NPSL) : Championnat de quatrième division organisé par la USASA.

United States Adult Soccer Association (USASA) : Organisateur des championnats de divisions inférieures.

### Participants de la MLS
À l'issue de la saison 2005, les San Jose Earthquakes sont délocalisés à Houston, la nouvelle équipe, le Houston Dynamo profite ainsi de la qualification de leurs prédécesseurs pour le quatrième tour de la compétition.
| Rang | Équipe                 | Pts | J  | G  | N  | P  | Bp | Bc | Diff |
| ---- | ---------------------- | --- | -- | -- | -- | -- | -- | -- | ---- |
| 1    | San Jose Earthquakes   | 64  | 32 | 18 | 10 | 4  | 53 | 31 | +22  |
| 2    | New England Revolution | 59  | 32 | 17 | 8  | 7  | 55 | 37 | +18  |
| 3    | DC United              | 54  | 32 | 16 | 6  | 10 | 58 | 37 | +21  |
| 4    | Chicago Fire           | 49  | 32 | 15 | 4  | 13 | 49 | 50 | -1   |
| 5    | FC Dallas              | 48  | 32 | 13 | 9  | 10 | 52 | 44 | +8   |
| 6    | MetroStars             | 47  | 32 | 12 | 11 | 9  | 53 | 49 | +4   |
| 7    | Colorado Rapids        | 45  | 32 | 13 | 6  | 13 | 40 | 37 | +3   |
| 8    | Los Angeles Galaxy C   | 45  | 32 | 13 | 6  | 13 | 44 | 45 | -1   |
| 9    | Kansas City Wizards    | 45  | 32 | 11 | 12 | 9  | 52 | 44 | +8   |
| 10   | Columbus Crew          | 38  | 32 | 11 | 5  | 16 | 34 | 45 | -11  |
| 11   | Real Salt Lake         | 20  | 32 | 5  | 5  | 22 | 30 | 65 | -35  |
| 12   | Chivas USA             | 18  | 32 | 4  | 6  | 22 | 31 | 67 | -36  |

- Qualification pour le quatrième tour de la Coupe des États-Unis de soccer 2006
- Qualification pour le troisième tour de la Coupe des États-Unis de soccer 2006

C : Vainqueur de la Coupe des États-Unis de soccer 2005

## Résultats

### Tour préliminaire
| Date   | Division | Club              | Score | Club               | Division |
| ------ | -------- | ----------------- | ----- | ------------------ | -------- |
| 7 juin | (USASA)  | Allied SC         | 0-2   | Cape Cod Crusaders | (PDL)    |
| 7 juin | (PDL)    | Des Moines Menace | 4-1   | Croatian Eagles    | (USASA)  |

### Premier tour
| Date    | Division | Club                   | Score              | Club                       | Division |
| ------- | -------- | ---------------------- | ------------------ | -------------------------- | -------- |
| 14 juin | (PDL)    | Michigan Bucks         | 2-0                | Pittsburgh Riverhounds     | (USL-2)  |
| 14 juin | (USL-2)  | Wilmington Hammerheads | 3-1                | Virginia Beach Submariners | (PDL)    |
| 14 juin | (PDL)    | Laredo Heat            | 2-2 (2-4 t. a. b.) | Dallas Roma FC             | (USASA)  |
| 14 juin | (PDL)    | Des Moines Menace      | 3-2                | Dallas Mustang Legends     | (USASA)  |
| 14 juin | (USASA)  | Chicago Lightning      | 0-4                | Milford International      | (USASA)  |
| 14 juin | (USASA)  | Arizona Sahuaros       | 5-1                | Cougars BYU                | (PDL)    |
| 14 juin | (NPSL)   | Sonoma County Sol      | 1-1 (6-5 t. a. b.) | Ogden Outlaws              | (PDL)    |
| 15 juin | (USL-1)  | Carolina Dynamo        | 4-3                | Cape Cod Crusaders         | (PDL)    |

### Deuxième tour
| Date    | Division | Club                   | Score | Club                       | Division |
| ------- | -------- | ---------------------- | ----- | -------------------------- | -------- |
| 28 juin | (USL-1)  | Charleston Battery     | 1-0   | Sonoma County Sol          | (NPSL)   |
| 28 juin | (USL-2)  | Wilmington Hammerheads | 3-1   | Charlotte Eagles           | (USL-2)  |
| 28 juin | (PDL)    | Michigan Bucks         | 2-1   | Cincinnati Kings           | (USL-2)  |
| 28 juin | (PDL)    | Carolina Dynamo        | 1-0   | Richmond Kickers           | (USL-2)  |
| 28 juin | (USL-2)  | New Hampshire Phantoms | 3-0   | Milford International      | (USASA)  |
| 28 juin | (USL-1)  | Minnesota Thunder      | 0-1   | Des Moines Menace          | (PDL)    |
| 28 juin | (USASA)  | Dallas Roma FC         | 1-0   | Miami FC                   | (USL-1)  |
| 28 juin | (USASA)  | Arizona Sahuaros       | 0-1   | Virginia Beach Submariners | (USL-1)  |

### Troisième tour
| Date       | Division | Club                    | Score              | Club                    | Division |
| ---------- | -------- | ----------------------- | ------------------ | ----------------------- | -------- |
| 11 juillet | (MLS)    | Real Salt Lake          | 2-1 a. p.          | Virginia Beach Mariners | (USL-1)  |
| 12 juillet | (USL-1)  | Charleston Battery      | 3-1                | Portland Timbers        | (USL-1)  |
| 12 juillet | (USL-2)  | Wilmington Hammerheads  | 2-1                | Atlanta Silverbacks     | (USL-1)  |
| 12 juillet | (PDL)    | Michigan Bucks          | 1-4                | Columbus Crew           | (MLS)    |
| 12 juillet | (PDL)    | Carolina Dynamo         | 3-2 a. p.          | Seattle Sounders        | (USL-1)  |
| 12 juillet | (USL-1)  | Rochester Raging Rhinos | 5-1                | New Hampshire Phantoms  | (USL-2)  |
| 12 juillet | (MLS)    | Kansas City Wizards     | 2-1                | Des Moines Menace       | (PDL)    |
| 12 juillet | (MLS)    | Chivas USA              | 0-0 (2-4 t. a. b.) | Dallas Roma FC          | (USASA)  |

### Quatrième tour
| Date     | Division | Club                    | Score              | Club                   | Division |
| -------- | -------- | ----------------------- | ------------------ | ---------------------- | -------- |
| 1er août | (MLS)    | DC United               | 2-1 a. p.          | Columbus Crew          | (MLS)    |
| 1er août | (MLS)    | Los Angeles Galaxy      | 2-0                | Dallas Roma FC         | (USASA)  |
| 2 août   | (USL-1)  | Rochester Raging Rhinos | 0-0 (4-5 t. a. b.) | New England Revolution | (MLS)    |
| 2 août   | (MLS)    | Real Salt Lake          | 0-1                | Colorado Rapids        | (MLS)    |
| 2 août   | (USL-1)  | Charleston Battery      | 3-3 (3-5 t. a. b.) | FC Dallas              | (MLS)    |
| 2 août   | (MLS)    | Houston Dynamo          | 4-2                | Carolina Dynamo        | (PDL)    |
| 2 août   | (USL-2)  | Wilmington Hammerheads  | 1-2                | New York Red Bulls     | (MLS)    |
| 14 août  | (MLS)    | Chicago Fire            | 2-0                | Kansas City Wizards    | (MLS)    |

### Quarts de finale
| 23 août 2006 | DC United                          | 3 - 1 | New York Red Bulls |                                                                      |                                                                      |
|              | Gros 37e · Walker 61e · Walker 84e |       | 41e Guevara        | RFK Stadium, Washington DC Spectateurs : 8 637 Arbitrage : Alex Prus | RFK Stadium, Washington DC Spectateurs : 8 637 Arbitrage : Alex Prus |

| 23 août 2006 | Chicago Fire            | 2 - 1 | New England Revolution |                                                                                |                                                                                |
|              | Herron 12e · Herron 58e |       | 27e Twellman           | Toyota Park, Bridgeview, Illinois Spectateurs : 5 214 Arbitrage : Jair Marrufo | Toyota Park, Bridgeview, Illinois Spectateurs : 5 214 Arbitrage : Jair Marrufo |
|              | Rapport                 |       |                        | Toyota Park, Bridgeview, Illinois Spectateurs : 5 214 Arbitrage : Jair Marrufo | Toyota Park, Bridgeview, Illinois Spectateurs : 5 214 Arbitrage : Jair Marrufo |

| 23 août 2006 | Houston Dynamo                              | 3 - 0 | FC Dallas |                                                                                               |                                                                                               |
|              | Robinson 13e · Moreno 57e · Wondolowski 61e |       |           | Carl Lewis Track & Field Stadium, Houston, Texas Spectateurs : 4 000 Arbitrage : Terry Vaughn | Carl Lewis Track & Field Stadium, Houston, Texas Spectateurs : 4 000 Arbitrage : Terry Vaughn |

| 23 août 2006 | Los Angeles Galaxy                      | 3 - 1 a. p. | Colorado Rapids |                                                                                   |                                                                                   |
|              | Kirk 45e · Donovan 90+3e · Donovan 115e |             | 3e Mathis       | Home Depot Center, Carson, Californie Spectateurs : 6 014 Arbitrage : Kevin Stott | Home Depot Center, Carson, Californie Spectateurs : 6 014 Arbitrage : Kevin Stott |

### Demi-finale
| 6 septembre 2006 | Chicago Fire                     | 3 - 0 | DC United |                                                                                  |                                                                                  |
|                  | Mapp 58e · Carr 76e · Carr 90+1e |       |           | Toyota Park, Bridgeview, Illinois Spectateurs : 5 153 Arbitrage : Richard Herron | Toyota Park, Bridgeview, Illinois Spectateurs : 5 153 Arbitrage : Richard Herron |

| 6 septembre 2006 | Los Angeles Galaxy                       | 3 – 1 | Houston Dynamo |                                                                                    |                                                                                    |
|                  | Gordon 6e · Donovan 44e · Quaranta 90+3e |       | 12e De Rosario | Home Depot Center, Carson, Californie Spectateurs : 3 798 Arbitrage : Jair Marrufo | Home Depot Center, Carson, Californie Spectateurs : 3 798 Arbitrage : Jair Marrufo |

### Finale
| 27 septembre 2006 | Chicago Fire                        | 3 - 1 | Los Angeles Galaxy |                                                                                |                                                                                |
|                   | Jaqua 10e · Herron 16e · Thiago 88e |       | 51e Gordon         | Toyota Park, Bridgeview, Illinois Spectateurs : 8 151 Arbitrage : Terry Vaughn | Toyota Park, Bridgeview, Illinois Spectateurs : 8 151 Arbitrage : Terry Vaughn |
|                   | Rapport                             |       |                    | Toyota Park, Bridgeview, Illinois Spectateurs : 8 151 Arbitrage : Terry Vaughn | Toyota Park, Bridgeview, Illinois Spectateurs : 8 151 Arbitrage : Terry Vaughn |

| Chicago Fire | Los Angeles Galaxy |

| Vainqueur de l'US Open Cup 2006 Chicago Fire 4e titre |

## Tableau final
|  | Quarts de finale         | Quarts de finale                            |                    |   | Demi-finales                              | Demi-finales                              |  |  | Finale                                     | Finale                                     |
|  | Quarts de finale         | Quarts de finale                            |                    |   | Demi-finales                              | Demi-finales                              |  |  | Finale                                     | Finale                                     |
|  |                          |                                             |                    |   |                                           |                                           |  |  |                                            |                                            |
|  | 23 août 2006             | 23 août 2006                                |                    |   | 6 septembre 2006, Toyota Park, Bridgeview | 6 septembre 2006, Toyota Park, Bridgeview |  |  | 27 septembre 2006, Toyota Park, Bridgeview | 27 septembre 2006, Toyota Park, Bridgeview |
|  | 23 août 2006             | 23 août 2006                                |                    |   | 6 septembre 2006, Toyota Park, Bridgeview | 6 septembre 2006, Toyota Park, Bridgeview |  |  | 27 septembre 2006, Toyota Park, Bridgeview | 27 septembre 2006, Toyota Park, Bridgeview |
|  | Chicago Fire             | 2                                           |                    |   | 6 septembre 2006, Toyota Park, Bridgeview | 6 septembre 2006, Toyota Park, Bridgeview |  |  | 27 septembre 2006, Toyota Park, Bridgeview | 27 septembre 2006, Toyota Park, Bridgeview |
|  | Chicago Fire             | 2                                           |                    |   | 6 septembre 2006, Toyota Park, Bridgeview | 6 septembre 2006, Toyota Park, Bridgeview |  |  | 27 septembre 2006, Toyota Park, Bridgeview | 27 septembre 2006, Toyota Park, Bridgeview |
|  | New England Revolution   | 1                                           |                    |   | 6 septembre 2006, Toyota Park, Bridgeview | 6 septembre 2006, Toyota Park, Bridgeview |  |  | 27 septembre 2006, Toyota Park, Bridgeview | 27 septembre 2006, Toyota Park, Bridgeview |
|  | New England Revolution   | 1                                           | Chicago Fire       | 3 |                                           |                                           |  |  | 27 septembre 2006, Toyota Park, Bridgeview | 27 septembre 2006, Toyota Park, Bridgeview |
|  | 23 août 2006             |                                             | Chicago Fire       | 3 |                                           |                                           |  |  | 27 septembre 2006, Toyota Park, Bridgeview | 27 septembre 2006, Toyota Park, Bridgeview |
|  |                          | DC United                                   | 0                  |   |                                           |                                           |  |  | 27 septembre 2006, Toyota Park, Bridgeview | 27 septembre 2006, Toyota Park, Bridgeview |
|  | DC United                | DC United                                   | 0                  | 3 |                                           |                                           |  |  | 27 septembre 2006, Toyota Park, Bridgeview | 27 septembre 2006, Toyota Park, Bridgeview |
|  | DC United                |                                             |                    | 3 |                                           |                                           |  |  | 27 septembre 2006, Toyota Park, Bridgeview | 27 septembre 2006, Toyota Park, Bridgeview |
|  | New York Red Bulls       | 1                                           |                    |   |                                           |                                           |  |  | 27 septembre 2006, Toyota Park, Bridgeview | 27 septembre 2006, Toyota Park, Bridgeview |
|  | New York Red Bulls       | 1                                           | Chicago Fire       | 3 |                                           |                                           |  |  |                                            |                                            |
|  | 23 août 2006             |                                             | Chicago Fire       | 3 |                                           |                                           |  |  |                                            |                                            |
|  |                          | Los Angeles Galaxy                          | 1                  |   |                                           |                                           |  |  |                                            |                                            |
|  | Los Angeles Galaxy a. p. | Los Angeles Galaxy                          | 1                  | 3 |                                           |                                           |  |  |                                            |                                            |
|  | Los Angeles Galaxy a. p. | 6 septembre 2006, Home Depot Center, Carson |                    | 3 |                                           |                                           |  |  |                                            |                                            |
|  | Colorado Rapids          | 1                                           |                    |   |                                           |                                           |  |  |                                            |                                            |
|  | Colorado Rapids          | 1                                           | Los Angeles Galaxy | 3 |                                           |                                           |  |  |                                            |                                            |
|  | 23 août 2006             |                                             | Los Angeles Galaxy | 3 |                                           |                                           |  |  |                                            |                                            |
|  |                          | Houston Dynamo                              | 1                  |   |                                           |                                           |  |  |                                            |                                            |
|  | Houston Dynamo           | Houston Dynamo                              | 1                  | 3 |                                           |                                           |  |  |                                            |                                            |
|  | Houston Dynamo           |                                             |                    | 3 |                                           |                                           |  |  |                                            |                                            |
|  | FC Dallas                | 0                                           |                    |   |                                           |                                           |  |  |                                            |                                            |
|  | FC Dallas                | 0                                           |                    |   |                                           |                                           |  |  |                                            |                                            |

### Nombre d'équipes par division et par tour
| Divisions / Manches  | Tour préliminaire | Premier tour  | Deuxième tour | Troisième tour | Quatrième tour | Quarts de finale | Demi- finales | Finale |
| -------------------- | ----------------- | ------------- | ------------- | -------------- | -------------- | ---------------- | ------------- | ------ |
| MLS (D1) 8 équipes   | non présentes     | non présentes | non présentes | 4 présentes    | 11             | 8                | 4             | 2      |
| USL-1 (D2) 8 équipes | non présentes     | non présentes | 4 présentes   | 6              | 2              | Aucune           | Aucune        | Aucune |
| USL-2 (D3) 8 équipes | non présentes     | 2 présentes   | 5             | 2              | 1              | Aucune           | Aucune        | Aucune |
| NPSL (D4) 1 équipe   | non présente      | 1             | 1             | Aucune         | Aucune         | Aucune           | Aucune        | Aucune |
| PDL (D4) 8 équipes   | 2 présentes       | 8             | 3             | 3              | 1              | Aucune           | Aucune        | Aucune |
| USASA 8 équipes      | 2 présentes       | 5             | 3             | 1              | 1              | Aucune           | Aucune        | Aucune |
| Total                | 4                 | 16            | 16            | 16             | 16             | 8                | 4             | 2      |